# Berg Fidel – eine Schule für alle
Berg Fidel – eine Schule für alle ist ein deutscher Dokumentarfilm von Hella Wenders aus dem Jahr 2011. Der Film zeigt die vier Schüler David, Jakob, Lucas und Anita, welche die Grundschule Berg Fidel im gleichnamigen Stadtteil in Münster besuchen. Die Grundschule zeichnet aus, dass dort in altersgemischten Klassen Kinder mit und ohne sonderpädagogischem Förderbedarf gemeinsam unterrichtet werden. Der zweite Teil aus der Filmreihe ist der Dokumentarfilm Eine ganz normale WG von Georg Schönharting.

## Handlung
David ist ein guter Schüler, der sich gelegentlich langweilt, wenn er in der Schule Aufgaben erledigen muss. Er gilt in der Klasse als „altkluger Dreikäsehoch“, wenn er beispielsweise die Rechtschreibung eines Mitschülers prüft. Er ist dennoch in der Gruppe akzeptiert und erst im späteren Verlauf des Films erkennt man, dass er auf Grund des Stickler-Syndroms unter anderem im Seh- und Hörvermögen beeinträchtigt ist. Sein großer Traum ist es, Astronom zu werden. Über seine Beeinträchtigung sagt er: „Ich kann nicht gut hören und auch nicht gut sehen und das ist halt ein Stickler-Syndrom und ein Syndrom ist etwas, wo etwas schon von Geburt an anders ist, aber mich stört es eigentlich nicht. Ich kann trotzdem ziemlich genauso schnell rennen wie der Niklas.“ Sein Bruder Jakob fällt durch seine liebenswerte Art auf, wenn er andere Kinder tröstet. Er hat das Down-Syndrom, spricht sehr undeutlich und ist motorisch ungeschickt. Seine Mitschüler verstehen ihn dennoch. Lucas ist sich bewusst, dass er auf Grund seiner Legasthenie langsamer lernt als andere Kinder in seiner Klasse. Ihn beschäftigt die Frage nach Gerechtigkeit, wenn er nicht gerade an einem Spielzeugsportwagen herumbastelt. Die für ihr Alter recht groß gewachsene Anita stammt aus dem Kosovo. Sie hat den großen Traum, Model zu werden, findet aber kaum Zeit zum Lernen, weil sie sich um ihre kleineren Geschwister kümmern muss. Außerdem schwebt eine drohende Abschiebung über der gesamten Familie.
Der Film zeigt, wie die Kinder von- und miteinander lernen. Der Zuschauer sieht alltägliche Abläufe wie den Küchendienst oder die Sitzung eines Klassenrates, in dem David als Vorsitzender mit den anderen Mitschülern gemeinsam über schlechtes Benehmen anderer Mitschüler berät. Zum Ende hin wird in mehreren Schwarzblenden gezeigt, welchen weiteren Schulweg die Kinder einschlagen.

## Produktion
Der Film wurde von der Deutschen Film- und Fernsehakademie Berlin (DFFB) unterstützt und in Münster mit einem Budget von rund 34.000 Euro gedreht. Wenders begleitete die Kinder drei Jahre in der Schule, zu Hause und in der Freizeit. Die Deutsche Hörfilm gGmbH stattete den Film mit Unterstützung der Aktion Mensch mit einer Audiodeskription aus. Die DVD wurde am 23. März 2013 veröffentlicht.

## Auszeichnungen
Der Film wurde auf dem Fünf Seen Filmfestival 2012 mit dem Dokumentarfilmpreis ausgezeichnet. Er erhielt auf dem Kinofest Lünen 2011 die Lüdia, den Haupt- und Publikumspreis. Weiterhin gewann er 2012 den Max Ophüls Preis in Saarbrücken.

## Kritik
„‚Berg Fidel – eine Schule für alle‘ ist ein ruhiger Film, in dem sich die Dinge selbst erklären. Irgendwie ist er sicher ein Plädoyer für die Gesamtschule, aber ein leises, das alle fünf Sinne beisammen hat und ein Weltbild im Herzen, in dem der Zusammenhalt im Mittelpunkt steht; in Berg Fidel, hat man Eindruck, ist jedes dieser Kinder die vollkommenste Version seiner selbst.“

„Zuschauen also, vor allem auch zuhören, was die Helden sagen: Anita, David und Lucas heißen sie. Schüler der Grundschule Berg Fidel in Münster, und ganz egal, ob dieses eine Modellschule oder eine reformpädagogische Schimäre ist, sie sind unendlich klug. Und Hella Wenders zeigt uns das.“

„Sowohl der Charme, als auch die Glaubwürdigkeit dieses Films liegen zum großen Teil daran, dass er die porträtierten Kinder in den Mittelpunkt stellt und nur sie, nicht aber auch Lehrer oder Eltern, zu ihren Meinungen befragt. Wenn die Kinder mit ihren Schlussfolgerungen verblüffen oder im Umgang miteinander beobachtet werden, erinnert der Film streckenweise an den französischen Kinoerfolg Être et avoir.“

„Einfühlsame Dokumentation über die Schule Berg Fidel und ihr integratives sonderpädagogisches Konzept, am Beispiel von vier Schülern.“

„Das Problem des Films ist allerdings, dass Wenders pädagogische Erklärungen vermeiden und nur die Kinder reden lassen will. Das tut dem Film nicht gut, denn es lässt sich nicht konsequent durchhalten. Immer wieder muss Wenders auf erklärende Zwischentitel zurückgreifen, suggestive Fragen stellen oder den Zuschauer nach den Zusammenhängen suchen lassen.“